# 申力生
申力生（1919年3月—1989年），男，陕西大荔人，中华人民共和国政治人物，曾任长春市人民政府市长，石油勘探开发科学研究院院长，中国石油学会副理事长。